# Beshay Steel
Beshay Steel – одна з найбільших єгипетських компаній, які діють у галузі виробництва та торгівлі продукцією чорної металургії.
В 1948 році єгипетський бізнесмен Габер Бешай заснував компанію International Steel Trading Company, яка зайнялась торгівлею імпортованим металом. Надалі сімейний бізнес продовжили його нащадки, при цьому в 1960-х – 1970-х роках група Бешай зайнялась метизним виробництвом.
У 1990-х роках Beshay Steel увійшла на ринок великомасштабного виробництва і в наступні два з половиною десятиліття реалізувала три великі проекти, майданчики яких знаходяться у індустріальній зоні Садат-Сіті:
- прокатний завод International Steel Rolling Mills Company (ISRM) потужністю 700 тисяч тонн на рік ;
- електросталеплавильний завод Egyptian American Steel Rolling Company (EASRCo) річною потужністю 1,2 млн тонн;
- комбінат повного циклу Egyptian Sponge Iron & Steel Company (ESISCO), здатний видавати до 3,8 млн тонн сталі на рік.
Традиційно для Єгипту асортимент продукції групи складається із сортового прокату.